# アデル・ロマニー
アデル・ロマニー（Adèle Romany、1769年12月7日 - 1846年6月6日）は、フランスの画家である。ロマンス侯爵の婚外子としてジャンヌ・マリー・メルシエ（Jeanne Marie Mercier）として生まれ、父親の認知を受けて、アデル・ド・ロマンス（Adèle de Romance）の名前でも活動した。ミニアチュール画家のフランソワ・アントワーヌ・ロマニーと結婚し、ロマニーやロマネー（Romanée）の姓でも活動した。ナポレオンの帝政の時代に人気のある肖像画家となった。

## 略歴
パリでジャンヌ・マリー・メルシエという女性とリエージュのロマンス家の貴族で軍人のゴドフロワ・ド・ロマンス（Godefroy de Romance: 1744-1828）の婚外子に生まれた。9歳の時に父親の認知を受け、画家としてアデル・ド・ロマンスの名前で作品を発表することもあったが、フランス革命で父親は1789年に国外に亡命した。
ジャン＝バプティスト・ルニョー（1754-1829)の妻が運営した女性のための美術学校で学び、1793年からパリのサロンに作品を出展した。1788年にミニアチュール画家のフランソワ・アントワーヌ・ロマニー（Francois Antoine Romany: 1756-1839）との間に婚外子をもうけ、1790年に結婚したが1891年に離婚している。1793年から1808年までは「Adèle Romany」の名でサロンに出展し、1808年から1833年までは「Adèle Romanée」の名前で作品を発表した。1808年にサロンでメダルを受賞し、ナポレオンンの帝政の時代には人気のある肖像画家であった。
王政復古の後、父親のゴドフロワ・ド・ロマンスは帰国しルイ18世から元帥の称号を得た。
1846年にパリで亡くなった。

## 作品

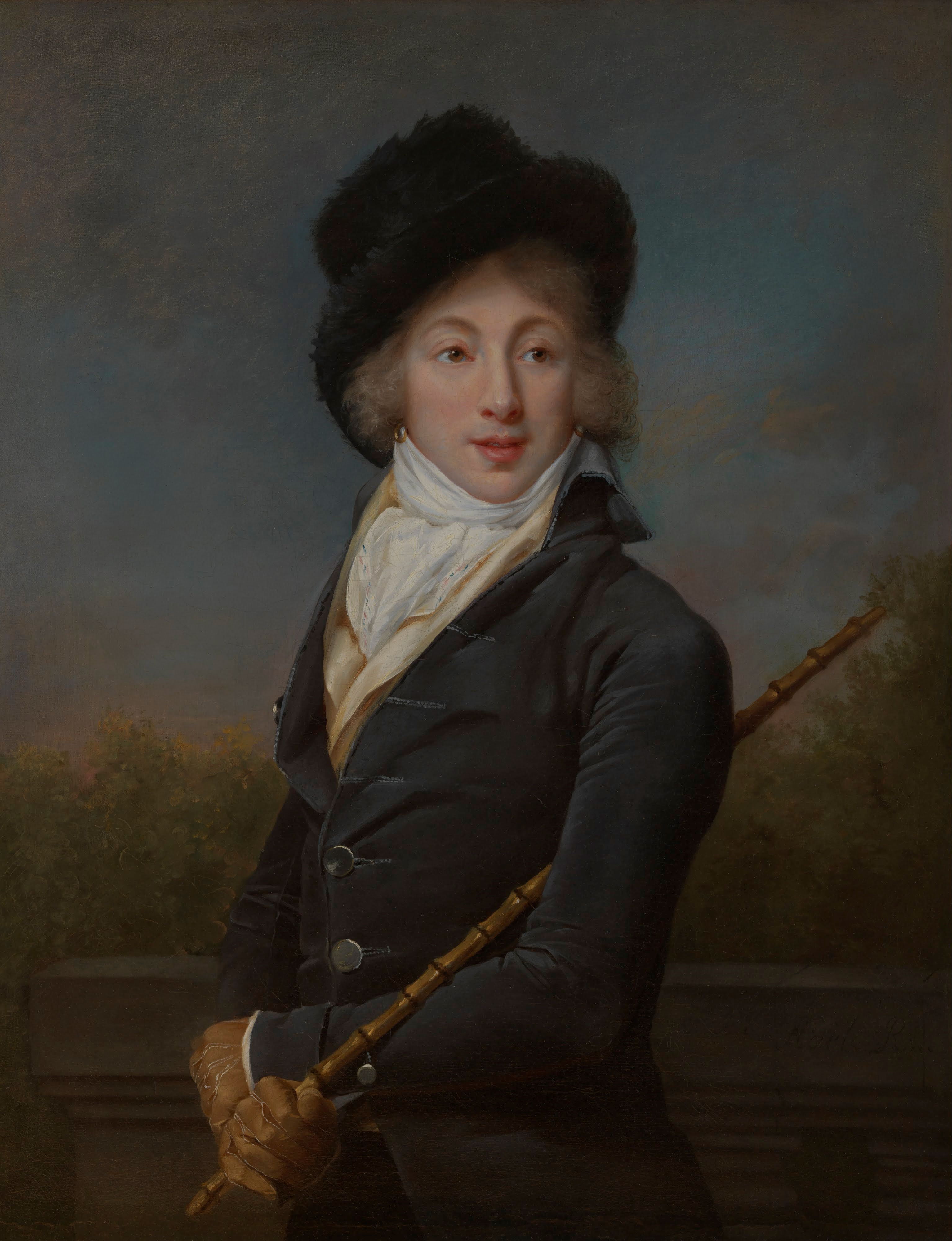
舞踏家 オーギュスト・ヴェストリスの肖像画(1793) Rhode Island School of Design Museum
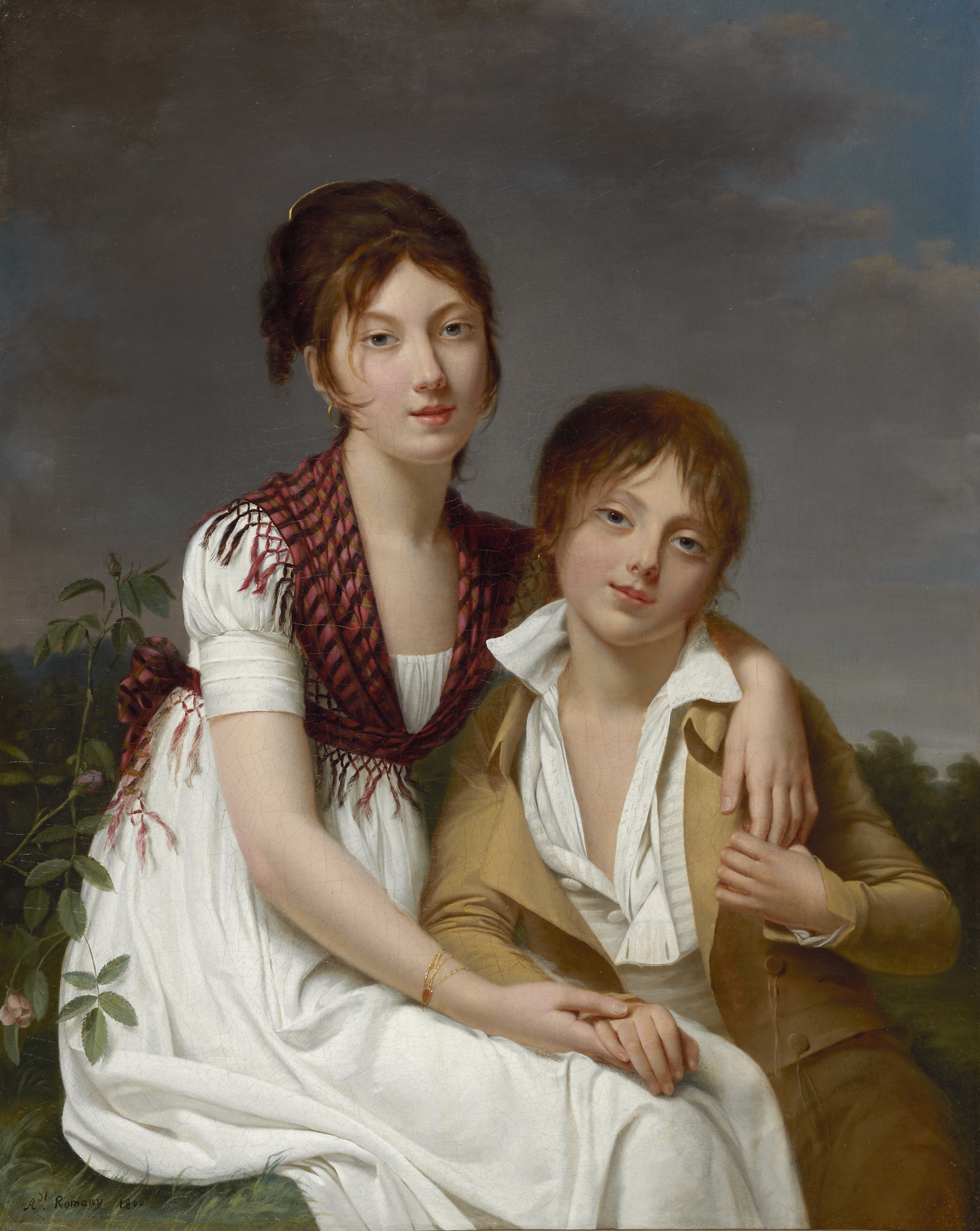
Portrait of Amélie-Justine and Charles-Édouard Pontois(1800) 個人蔵
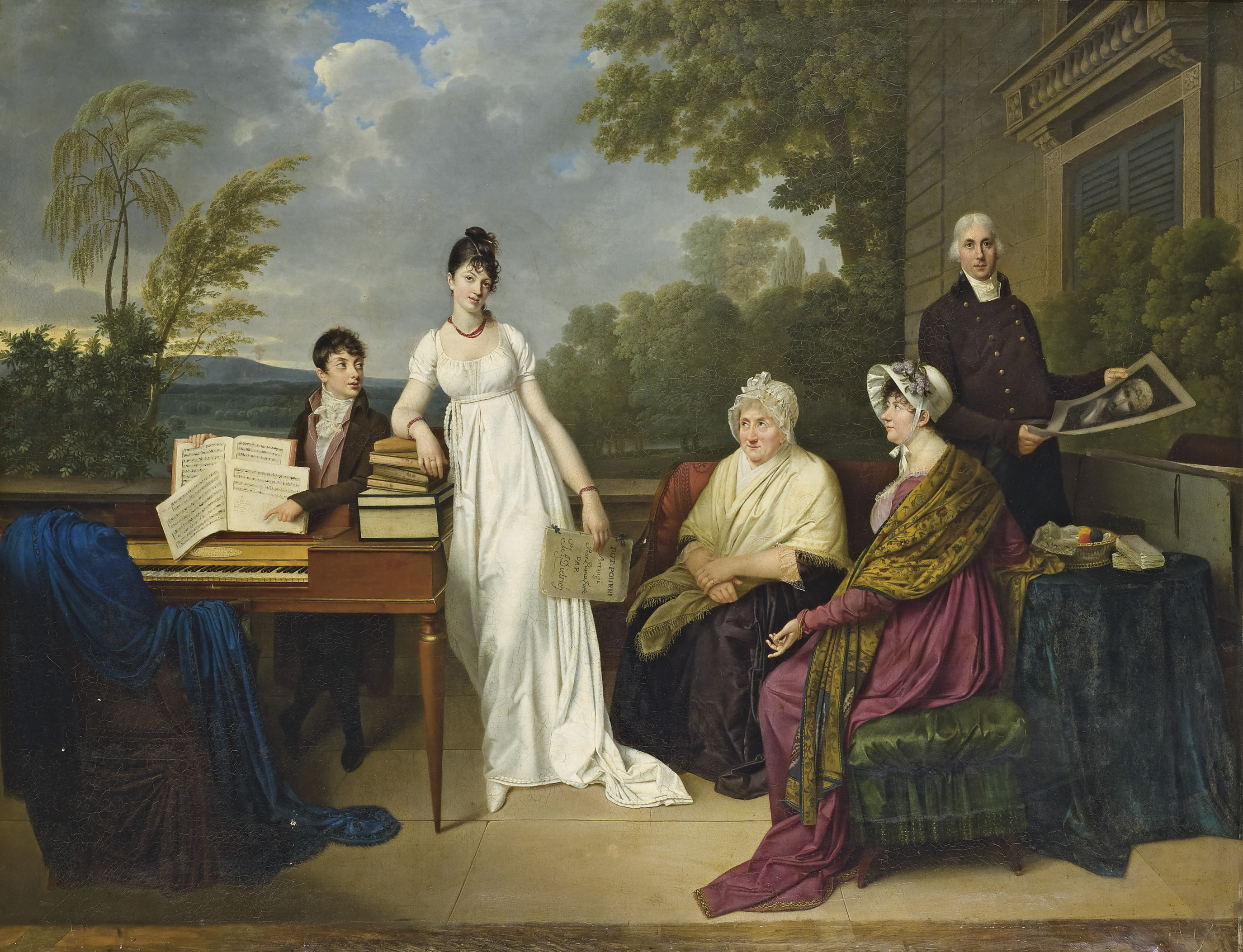
家族の肖像画(1808) Frances Lehman Loeb Art Center
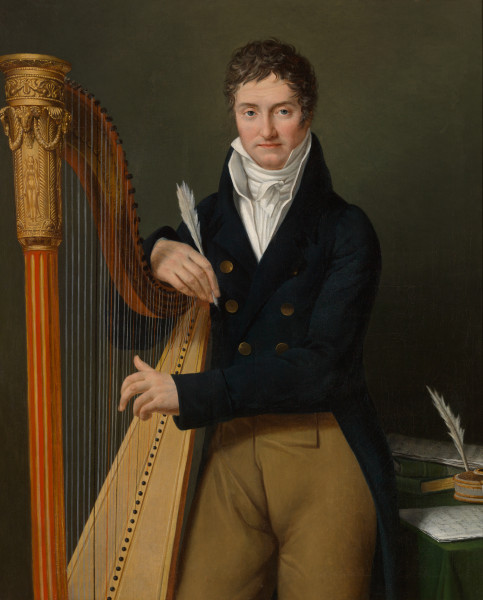
音楽家Michael Kellyの肖像画(1802/1814)